# Fossé générationnel

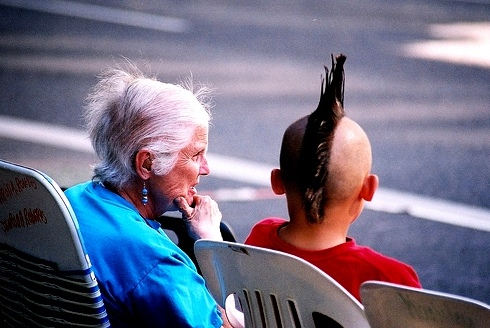
Photos démontrant la différence de style entre différentes générations

Un écart générationnel, ou fossé générationnel, est une différence de sentiments entre une génération et une autre en ce qui concerne leurs croyances, opinions politiques, ou valeurs. Dans l'usage courant, le fossé générationnel fait souvent référence à un écart perçu entre les jeunes et leurs parents ou grands-parents.

## Histoire

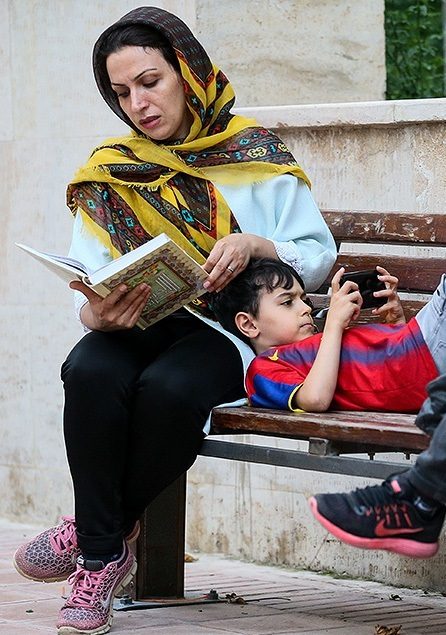

Les premiers sociologues, tels que Karl Mannheim, notent des différences entre les générations dans la façon dont les jeunes transitent vers l'âge adulte. Ils étudient la manière dont les générations se séparent les unes des autres, à la maison ou dans des zones sociales (telles que les églises, les clubs, les centres pour personnes âgées ou centres pour jeunes).
La théorie sociologique d'un fossé générationnel apparaît pour la première fois dans les années 1960, lorsque la jeune génération (plus tard connue sous le nom de baby boomers) semble aller à l'encontre de tout ce que leurs parents croyaient auparavant en termes de musique, de valeurs, d'opinions gouvernementales et politiques ainsi que de goûts culturels. Habituellement, lorsqu'un groupe d'âge est engagé dans une certaine activité, les membres individuels sont physiquement isolés des personnes des autres générations avec peu d'interaction à travers les barrières d'âge, sauf au niveau de la famille nucléaire. Le fossé générationnel peut ainsi être vu comme une forme de ségrégation institutionnelle par l'âge.

## Distinctions
Il existe plusieurs façons de faire des distinctions entre les générations. Par exemple, des noms sont donnés aux grands groupes : Génération silencieuse, Baby-boomers, Génération X, Millennials, Génération Z et Génération Alpha. Chaque génération définit souvent ses propres tendances et a son propre impact culturel.